# Duilius viridissima
Duilius viridissima är en insektsart som först beskrevs av Dlabola 1960.  Duilius viridissima ingår i släktet Duilius och familjen kilstritar. Inga underarter finns listade i Catalogue of Life.